# Santiago Silva (calciatore 2004)
Santiago Fabián Silva Silva (Montevideo, 20 agosto 2004) è un calciatore uruguaiano, centrocampista dell'Huachipato.

## Carriera

### Club
Silva è cresciuto nel settore giovanile del Danubio, dove ha debuttato il 20 settembre 2021 nell'incontro di Segunda División vinto 2-0 contro il Racing Montevideo. Ha segnato il suo primo gol in carriera il 24 settembre 2022 nel successo per 3-0 sul River Plate (M). Nell'aprile del 2023 è stato inserito dal CIES nella lista dei 200 calciatori più promettenti al mondo.
Il 2 gennaio 2024 è stato acquistato a titolo definitivo dall'Huachipato.

### Nazionale
Ha giocato nella nazionale uruguaiana Under-20.

## Statistiche

### Presenze e reti nei club
Statistiche aggiornate al 20 giugno 2024.
| Stagione        | Squadra         | Campionato      | Campionato | Campionato | Coppe nazionali | Coppe nazionali | Coppe nazionali | Coppe continentali | Coppe continentali | Coppe continentali | Altre coppe | Altre coppe | Altre coppe | Totale | Totale | Totale |
| Stagione        | Squadra         | Comp            | Pres       | Reti       | Comp            | Pres            | Reti            | Comp               | Pres               | Reti               | Comp        | Pres        | Reti        | Pres   | Reti   |        |
| --------------- | --------------- | --------------- | ---------- | ---------- | --------------- | --------------- | --------------- | ------------------ | ------------------ | ------------------ | ----------- | ----------- | ----------- | ------ | ------ | ------ |
| 2021            | Danubio         | SD              | 3          | 0          |                 | -               | -               |                    | -                  | -                  |             | -           | -           | 3      | 0      |        |
| 2022            | Danubio         | PD              | 22         | 1          | CU              | 0               | 0               |                    | -                  | -                  |             | -           | -           | 22     | 1      |        |
| 2023            | Danubio         | PD              | 30         | 0          | CU              | 1               | 0               | CS                 | 6                  | 0                  |             | -           | -           | 37     | 0      |        |
| 2024            | Huachipato      | A               | 13         | 0          | CC              | 0               | 0               | CL                 | 5                  | 0                  | SC          | 0           | 0           | 18     | 0      |        |
| Totale carriera | Totale carriera | Totale carriera | 68         | 1          |                 | 1               | 0               |                    | 11                 | 0                  |             | 0           | 0           | 80     | 1      |        |